# Shambaugh
Shambaugh est une ville du comté de Page, en Iowa, aux États-Unis. Elle est fondée en 1881 et incorporée le 21 avril 1903.

## Source de la traduction
- (en) Cet article est partiellement ou en totalité issu de l’article de Wikipédia en anglais intitulé « Shambaugh, Iowa » (voir la liste des auteurs).